# 阿里斯塔唱片
阿里斯塔唱片（直译：「芒/刺 唱片」；/ˈærɪstə/，ARR-ist-ə）是一家美国唱片公司，由索尼音乐娱乐公司所有，索尼音乐娱乐公司是日本企业集团索尼的美国分公司索尼美国公司的子公司。该唱片公司前身是贝塔斯曼音乐集团的一个部门，贝塔斯曼音乐集团是德国企业集团贝塔斯曼的北美分公司。爱丽斯塔由克莱夫·戴维斯于1974年11月创立，并于2011年停业，2018年重新成立。它与RCA唱片、哥伦比亚唱片和史诗唱片一起，是索尼音乐四大旗舰唱片公司之一。